# إيزابيل كلاين
إيزابيل كلاين (بالألمانية: Isabell Klein) مواليد 28 يونيو 1984 في ألمانيا، هي لاعبة كرة يد ألمانية تلعب كظهير أيمن. مثلت منتخب ألمانيا لكرة اليد للسيدات.

## سجل المنافسة
شاركت في البطولات التالية:
- بطولة العالم لكرة اليد للسيدات 2011
- بطولة أوروبا لكرة اليد للسيدات 2016

## روابط خارجية
- إيزابيل كلاين على موقع الاتحاد الأوروبي لكرة اليد (الإنجليزية)